# Aplysia depilans
Espèce
Synonymes
- Aplysia leporina Delle Chiaje, 1828[2]
- Aplysia major Lankester, 1875[2]
- Aplysia melanopus Couch, 1870[2]
- Aplysia petersoni Gray J.E., 1828[2]
- Aplysia poli Delle Chiaje, 1824[2]
- Aplysia poliana (sic)[2]
- Dolabella fragilis Lamarck, 1822[2]
- Dolabella laevis Blainville, 1819[2]
- Dolabella lepus Risso, 1826[2]

Aplysia depilans, communément appelé Lièvre de mer commun, est une espèce de mollusques gastéropodes  de la famille des Aplysiidae et du genre Aplysia.

## Description

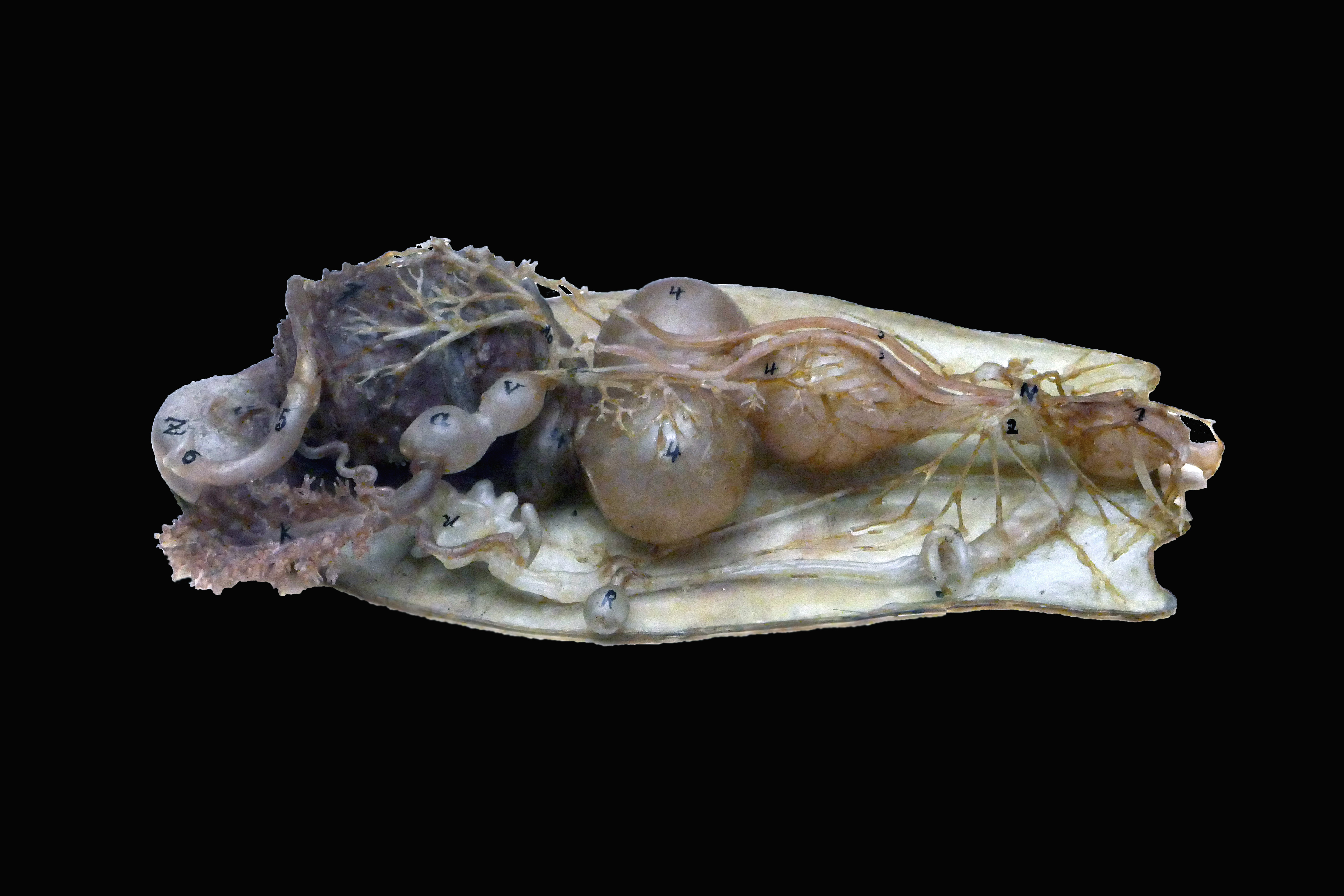
Modèle en verre peint Blaschka montrant l'anatomie dAplysia depilans – Musée zoologique de la ville de Strasbourg.

## Publication originale
- Gmelin, 1791 : Caroli a Linné, systema naturae. vol. 1, n. 6, pp. 3021-3910